# Iwan Fjodorowitsch Gorbunow

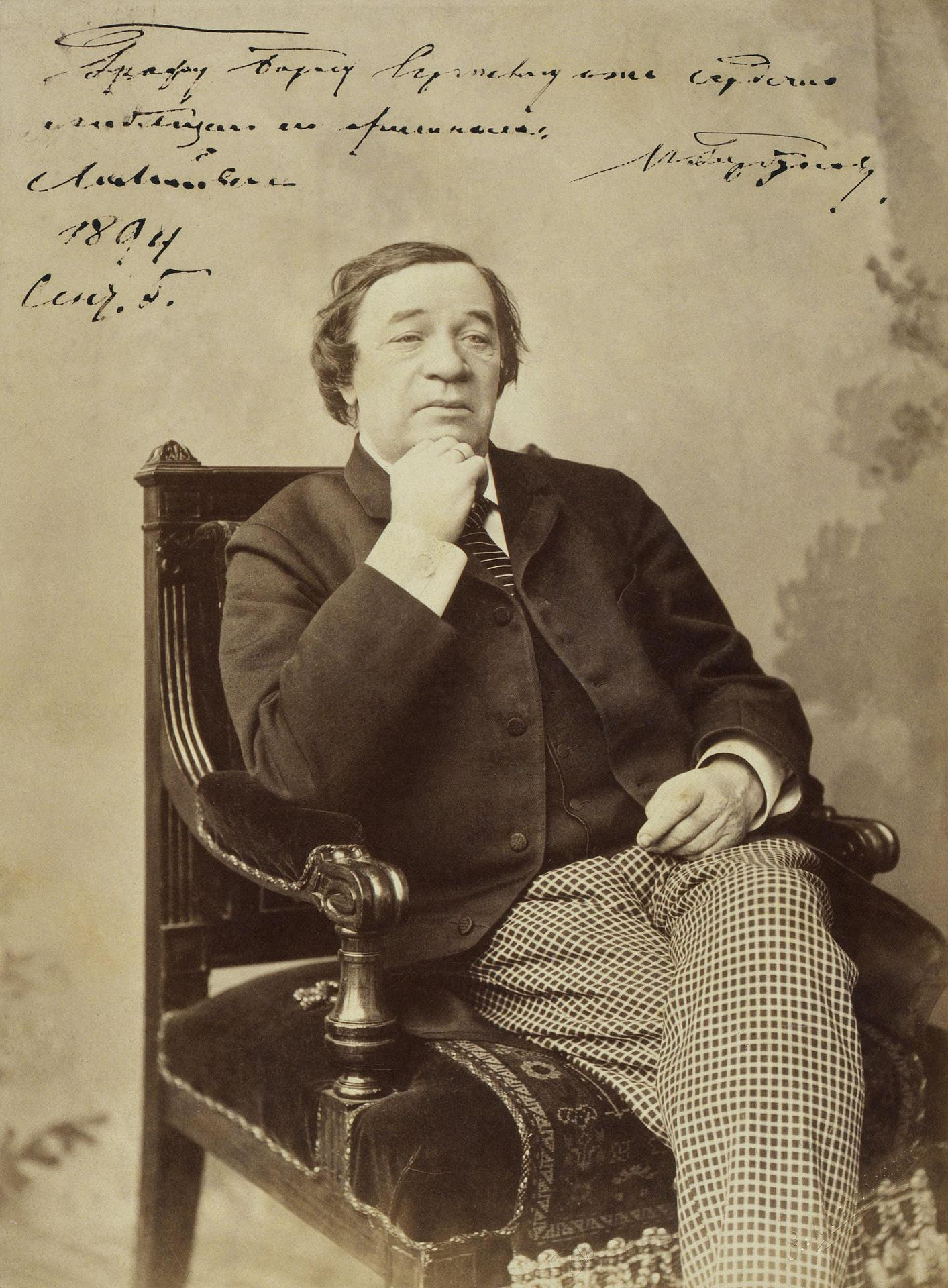
Iwan Gorbunow

Iwan Fjodorowitsch Gorbunow (russisch Иван Фёдорович Горбунов, wiss. Transliteration Ivan Fëdorovič Gorbunov; geb. 10. Septemberjul. / 22. September 1831greg.; gest. 24. Dezemberjul. / 5. Januar 1896greg.) war ein russischer Schriftsteller und Bühnenschauspieler, der insbesondere als Vortragskomiker hervorgetreten ist.

## Leben und Werk
Der 1831 geborene Iwan Gorbunow war ein talentierter Schauspieler, Dramatiker und Romanautor. Er war mit A. N. Ostrowski befreundet und spielte in verschiedenen seiner Stücke.
Bekannt wurde er durch seine Kurzgeschichten über Episoden aus dem Volksleben, die unter anderem in Zeitschriften wie Iskra, Sowremennik und Russki Westnik veröffentlicht wurden. In all seinen literarischen Werken kombinierte er gekonnt ein tiefes Wissen über das Leben und die Traditionen des einfachen Menschen mit der Fähigkeit, sie aus einer humorvollen Perspektive zu betrachten.
Max Hirschberg, der in seiner Anthologie Die Weisheit Russlands Gorbunows wenig bekanntes Tagebuch eines Haushofmeisters aufgenommen hat, schildert ihn als einen 

„der beliebtesten Vortragskomiker Russlands, besonders ein Liebling der breiten Masse. Dies ermöglichte ihm, in harmlos scheinenden Parodien und Humoresken aufklärend und aufreizend zu wirken.“

Gorbunow war ein Kenner russischer Lieder, der Komponist Modest Mussorgski widmete ihm sein Klavierstück Im Dorfe.
Eine luxuriöse Ausgabe seiner Werke (Sotschinenija) brachten Freunde nach seinem Tod heraus.

## Werkausgaben
- Sotschinenija [Werke].  Golike i Vilborg, St. Petersburg, 1904–1910 (3 Bände)
- Rasskasy. Berlin : Verlag "Mysl" - [Leipzig] : [F. E. Fischer] 1921 (Kniga dlja wsech, Nr. 26)
- Jumoristitscheskije rasskasy i otscherki. 1962